# Vladislav Těšínsko-Hlohovský
Vladislav Těšínsko-Hlohovský (cca 1420 – 14. únor 1460) byl kníže těšínský a hlohovský pocházející z těšínské větve slezských Piastovců.
Byl synem těšínského knížete Boleslava I. a jeho ženy Eufemie Mazovské. Oženil se s Markétou Celjskou, manželství zůstalo bezdětné. Po smrti svého otce a regentské vládě matky bylo Těšínské knížectví rozděleno, Vladislav získal polovinu Hlohovska. Za česko-uherských válek mezi českým králem Jiřím z Poděbrad a uherským Matyášem Korvínem stranil Vladislav Jiřímu. Zemřel dne 14. února 1460 na následky zranění při obléhání Vratislavi.